# کارتلیس ددا

کارتْلیس دِدا (به گرجی: ქართლის დედა) (تلفظ: Kartlis Deda) به معنای مادرِ کارتلی (گرجستان)، یک مجسمه بر فراز بلندی‌های اطراف شهر تفلیس پایتخت گرجستان، و بر روی "تپه‌های سولولاکی" بنا شده و تقریباً از تمام نقاط شهر قابل رویت است. امروز "مادر گرجستان" به نمادی برای تفلیس تبدیل شده‌است.
ساخت این مجسمه در سال ۱۹۵۸ و به مناسبت هزار و پانصد سالگی شهر تفلیس، توسط یک مجسمه‌ساز گرجی به نام الگوجا آماشوکلی انجام شده‌است.

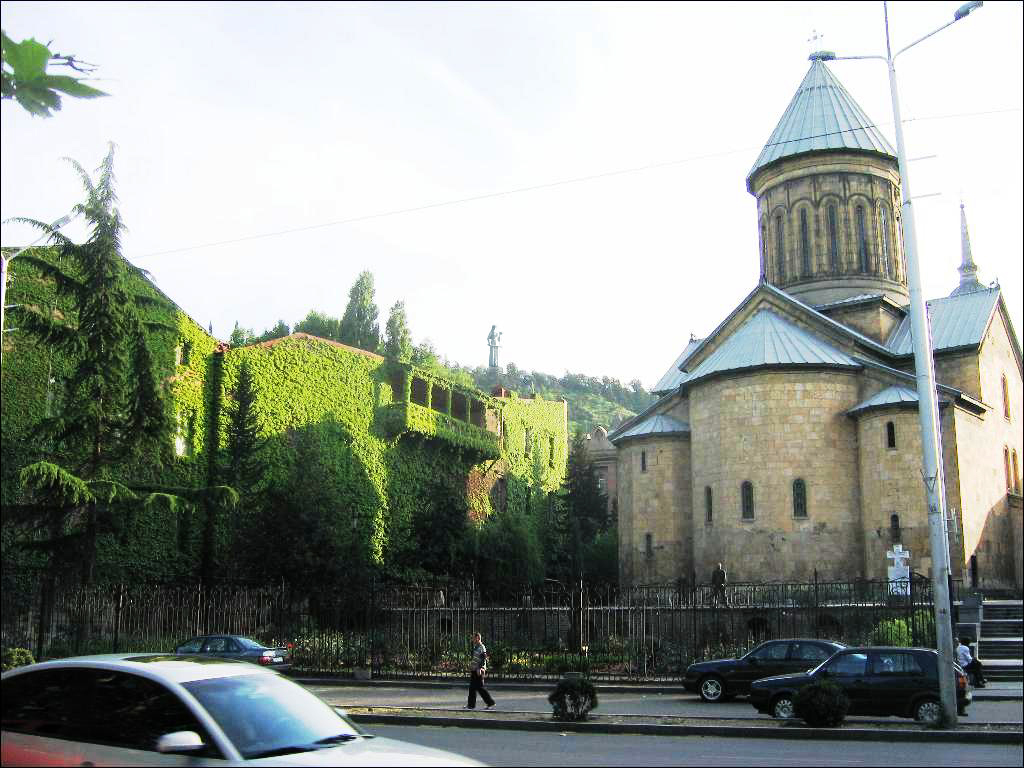
دورنمای مجسمه از کلیسای سیونی

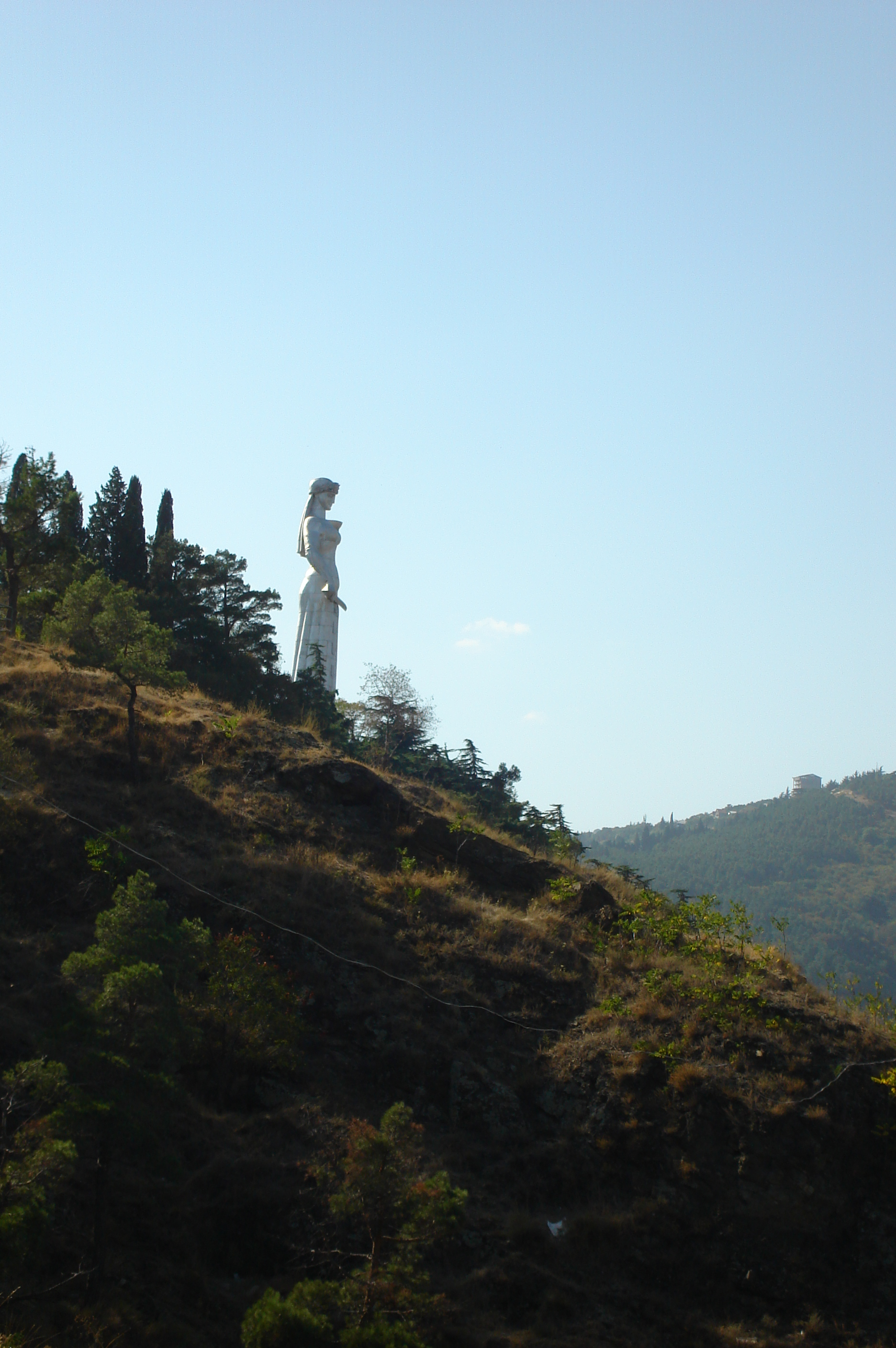
تپه سولولاکی

## شرح تندیس
این مجسمۀ ۲۰ متری از آلومینیوم و به شمایل بانویی گرجی با لباس محلی ساخته شده که در دست راست وی شمشیری به معنای سلحشوری و تهدید دشمنان و در دست چپ، جامی از شراب، به نشانۀ مهمان نوازی و استقبال از دوستان قرار دارد.